# Aborym
Aborym – włoska grupa muzyczna wykonująca black metal z wpływami industrialu. Powstała w 1992 roku w Rzymie z inicjatywy Malfeitora Fabbana.

## Muzycy
| Obecny skład zespołu - Fabban – gitara basowa, instrumenty klawiszowe, śpiew (1992–1993, od 1997) - Rg Narchost – gitara basowa (od 2016) - Davide Tiso – gitara (od 2016) - Dan V – gitara, gitara basowa (od 2016) - Stefano Angiulli – instrumenty klawiszowe (od 2016) Muzycy koncertowi - Lorenzo Zarone – gitara basowa (2013–2014) - Giulio Moschini – gitara (2013–2014) - Rg Narchost – gitara basowa (2014–2016) |  | Byli członkowie zespołu - D. Belvedere – perkusja (1993) - Alex Noia – gitara (1993) - Davide "Set Teitan" Totaro – gitara (1997–2005) - Yorga S.M. – wokal prowadzący (1997–1999) - Nysrok Infernalien Sathanas – gitara, instrumenty klawiszowe (1998–2007) - Attila Csihar – wokal prowadzący (2000–2005) - Prime Evil – wokal prowadzący (2005–2009) - Bård "Faust" Eithun – perkusja (2006–2014) - Hell:I0:Kabbalus – gitara, instrumenty klawiszowe, wokal wspierający (2008–2016) - Giulio Moschini – gitara (2014–2016) |

## Dyskografia
Albumy studyjne
- Kali Yuga Bizarre (1999)
- Fire Walk With Us (2001)[3]
- With No Human Intervention (2003)
- Generator (2006)
- Psychogrotesque (2010)[4]
- Dirty (2013)

Dema
- Live In Studio (1993)
- Worshipping Damned Souls (1993)
- Antichristian Nuclear Sabbath (1997)